# Textdatenbank und Wörterbuch des Klassischen Maya
Das Projekt Textdatenbank und Wörterbuch des Klassischen Maya (kurz: TWKM) dient der Erforschung von Schrift und Sprache der vorspanischen Mayakultur. Es wurde 2014 von der Nordrhein-Westfälischen Akademie der Wissenschaften und der Künste als Arbeitsstelle an der Philosophischen Fakultät der Universität Bonn eingerichtet. Das auf 15 Jahre geplante Langzeitprojekt, welches von Nikolai Grube aus der Abteilung für Altamerikanistik an der Universität Bonn geleitet wird, hat zum Ziele die computergestützte epigraphische und kulturgeschichtliche Aufarbeitung sämtlicher Maya-Hieroglyphentexte, auf deren Grundlage eine Datenbank und ein umfassendes Wörterbuch der klassischen Mayasprache erstellt und veröffentlicht werden wird.

## Projektgegenstand
Die Textdatenbank sowie das daraus zum Ende der Projektlaufzeit kompilierte Wörterbuch werden auf Basis der verfügbaren Textträger der Mayakultur, welche in der vorspanischen Zeit (3. Jhdt. v. Chr. - 1500 n. Chr.) auf dem Gebiet der heutigen Staaten Mexiko, Guatemala, Belize und Honduras verwendet wurden, erstellt. Hierbei spiegeln die tausenden noch erhaltenen Schriftträger etwa in Form von Monumenten sowie Keramiken oder auch Alltagsgegenständen den in Hieroglyphenschrift verfassten Sprachschatz ab. Für das Projekt wird sowohl die Originalschreibung der logo-syllabischen Maya-Hieroglyphen digital abgebildet werden sowie deren Umschrift (in lateinischen Buchstaben verfasste Transkription und Transliteration). Die Daten werden weiterhin annotiert mit verschiedenen epigraphischen Analysen, Übersetzungen und weiteren objektspezifischen Kontextinformationen.

## Projektpartner
Umgesetzt werden die Erstellung und Bereitstellung der Daten- und Metadaten sowie die Publikation der Forschungsergebnisse mithilfe digitaler Technologien. Dadurch wird das Projekt methodisch in den Bereich der Digitalen Geisteswissenschaften, der sogenannten Digital Humanities gerückt. Das Projekt wird in Kooperation mit den Projektpartnern, dem Forschungsverbund für eHumanities TextGrid verwirklicht sowie mit der Universitäts- und Landesbibliothek Bonn. Die derzeit im Aufbau befindliche digitale Arbeitsumgebung, in der die Daten und Metadaten erstellt und annotiert werden, wird im TextGrid-Laboratory, einer Software der Virtuellen Forschungsumgebung verwirklicht. Ein weiterer Teil dieser Software, das TextGrid-Repository, wird die zur Veröffentlichung autorisierten Daten über das Web frei verfügbar zugänglich machen und deren Langzeitaufbewahrung gewährleisten. Hierbei bieten die Werkzeuge des modular aufgebauten und erweiterbaren TextGrid-Labs für den Workflow der Datenerstellung und Annotation alle Möglichkeiten, den typischen epigraphischen Workflow des Forschungsteams umzusetzen. Dieser beginnt üblicherweise mit der Dokumentation der Textträger und der Erfassung von Beschreibungsdaten, fährt fort mit den verschiedenen Ebenen der epigraphischen, linguistischen Analyse und schließt bestenfalls bei der Übersetzung der analysierten Inschrift und einer Publikation dazu ab.
Durch Kooperationen mit der Universitäts- und Landesbibliothek Bonn (ULB) wird zudem die Präsentation ausgewählter Daten verwirklicht. Das Virtuelle Inschriftenarchiv des Projektes wird aus den publizierten Daten im Repository ausgewählte Textträger mitsamt einer Abbildung, kurzen Informationen, epigraphischer Analyse und Übersetzung in den Digitalen Sammlungen der ULB im Web präsentieren.

## Projektziel
Eines der Ziele des Projektes ist es, gegen Ende der Projektlaufzeit das Wörterbuch des Klassischen Maya digital sowie in einer Printversion zu edieren. Des Weiteren soll eine frei zugängliche Datenbank mit einem Korpus an Inschriften, deren Übersetzungen und epigraphischen Analysen erstellt werden. Die Datenbank verknüpft darüber hinaus all ihre kontextuellen Objektdaten ontologieartig mit den Inschriften und untereinander, wodurch eine kulturhistorische Einordnung aller Inhalte innerhalb der Epochen der Mayakultur vorgenommen werden kann. Die Inhalte der Datenbank sind des Weiteren verknüpft mit Angaben zur betreffenden Forschungsliteratur. Das heißt, eine die Forschungsgeschichte abbildende Bibliographie sowie eine Wissensbasis zum Bereich der antiken Mayakultur und -schrift wird der Fachwelt sowie Interessierten frei zur Verfügung gestellt werden.
Im Weiteren wird die Klassische Mayaschrift mithilfe aller zusammengetragenen Informationen in ihren zeitlich verorteten Sprachstadien und in ihren räumlich erfassbaren Varietäten zu einem umfangreichen Sprachkorpus zusammengetragen und dokumentiert werden. In gemeinsamer Arbeit mit allen am Projekt Beteiligten sollen die Korpusdaten genutzt werden, um mithilfe verschiedener vergleichbarer Analysen aber auch mittels computerlinguistischer z. B. inferenzbasierter Methoden die bis dato nur teils gesicherten Lesungen einiger Hieroglyphen zu bestätigen und schließlich die Klassische Mayaschrift vollumfänglich zu entschlüsseln.